# Familles de La Tour d'Auvergne
Pour les articles homonymes, voir La Tour d'Auvergne (homonymie) et Famille de La Tour.
Il existe plusieurs familles de la Tour d'Auvergne ayant porté ou portant ce nom.
Ce nom est à l'origine celui d'une ancienne famille d'extraction féodale, éteinte en 1896, dont la branche aînée a détenu pendant environ un siècle le comté d'Auvergne.
Le nom « La Tour d'Auvergne » a été pris à partir du XVIIIe siècle par plusieurs individus ou familles portant le patronyme « de La Tour », sur une revendication d'origine commune avec la famille des anciens seigneurs de La Tour-d'Auvergne mais sans liens généalogiques prouvés.

## Familles et branches
La famille historique de La Tour, en Auvergne, forma trois branches principales qui portèrent successivement le nom La Tour d'Auvergne :
- la branche aînée des seigneurs de La Tour, éteinte en 1501
- la branche cadette des seigneurs d'Olliergues, puis vicomtes de Turenne, éteinte en 1802
- la branche puînée des seigneurs de Murat, puis seigneurs d'Apchier, éteinte en 1896

Plusieurs autres familles ont porté ou portent le nom La Tour d'Auvergne : 
- une famille éteinte qui a ponctuellement employé ce nom à la fin du XVIIIe siècle :
  - la famille de La Tour Varan (Forez), éteinte en 1864
- deux familles subsistantes qui ont adopté ce nom aux XVIIIe siècle et XIXe siècle :
  - la famille de La Tour (Cantal et Quercy)
  - la famille de La Tour de Saint-Paulet (Lauragais)
- une personnalité ayant adopté le nom et devenue célèbre : Théophile-Malo de La Tour d'Auvergne-Corret (sans postérité)

## Maison de La Tour d'Auvergne
Cette famille avait à l'origine pour nom La Tour, ancien nom de la paroisse de La Tour-d'Auvergne, dans le Puy-de-Dôme.

### Branche aînée de La Tour d'Auvergne
Bertrand IV de La Tour, seigneur de la Tour, épousa en 1389 Marie d'Auvergne, héritière du comté d'Auvergne. Leurs descendants adoptèrent le nom La Tour d'Auvergne.
La branche aînée s'éteignit en 1501, laissant deux filles, dont l'une, Madeleine de La Tour d'Auvergne, épousa en 1518 Laurent II de Médicis, duc d'Urbin, et mourut en donnant naissance à la future reine de France, Catherine de Médicis.

### Branche cadette d'Olliergues et de Turenne
Cette branche, devenue limousine par la vicomté de Turenne (en Corrèze), après s'être appelée La Tour d'Olliergues, a adopté au XVIe siècle, après l'extinction de la branche aînée, le nom La Tour d'Auvergne, sans toutefois descendre de la comtesse Marie d'Auvergne, mais en descendant de Godefroid de La Tour d'Auvergne-Montgacon.
Elle a notamment donné :
- Henri de La Tour d'Auvergne, duc de Bouillon (1555 - 1623), maréchal de France, personnalité des guerres de religion ;
- Henri de La Tour d'Auvergne, vicomte de Turenne (1611 - 1675), fils du précédent, maréchal de France, sans postérité ;
- Godefroy Maurice de La Tour d'Auvergne (1636 - 1721), neveu du précédent, grand chambellan de France ;
- Louis-Charles de La Tour d'Auvergne (1665-1692), fils aîné du précédent ;
- Emmanuel-Théodose de la Tour d'Auvergne, duc de Bouillon (1668 - 1730), frère du précédent ;
- Louis Henri de La Tour d'Auvergne (1674 - 1753), frère du précédent, gouverneur du Poitou et d'Auvergne, qui fit construire le Palais de l'Élysée ;
- Godefroy Charles Henri de La Tour d'Auvergne (1728 - 1792), fils du précédent, duc de Bouillon, pair de France, maréchal de camp, grand chambellan de France, député aux États-généraux, propriétaire du Palais de l'Élysée.

Cette branche s'éteignit en 1802 avec la mort sans descendance de Jacques Léopold de La Tour d'Auvergne (1746 - 1802), vicomte de Turenne, duc de Bouillon (en Belgique), fils du précédent.

### Branche puînée de Murat et d'Apchier
La branche de Murat et d'Apchier est issue de la branche d'Olliergues et de Turenne.
Elle a été connue successivement sous les noms La Tour de Murat, après le mariage en 1572 de Jean de La Tour avec Marguerite de Murat, dame d'Alagnac et de Murat-le-Quaire, puis La Tour d'Auvergne d'Apchier, après le mariage en 1663 de Jean de La Tour d'Auvergne, seigneur de Murat et de Gibertès, avec Marie d'Apchier (Lozère). 
Nicolas Jules de La Tour d'Auvergne d'Apchier (1720-1790) fut lieutenant général des armées du roi.
Le dernier représentant de cette branche fut Maurice César de La Tour d'Auvergne d'Apchier (1809-1896), mort sans descendance le 18 février 1896 à Clermont-Ferrand. Il était propriétaire du château de La Tourette dans le département de la Haute-Loire  Dans son testament, il légua son nom, ses titres, ses armes, ainsi qu'une partie de ses biens personnels au Baron de Veyrac (1858-1922), son plus proche cousin.

## Famille de La Tour Varan
La famille de La Tour Varan, seigneur de la Tour et de Varan, a prétendu ponctuellement être issue de la maison de La Tour d'Auvergne. 
Cette famille paraît originaire du Forez. Sur l'acte de baptême de Marie Antoinette Joséphine (née en 1772), l'une des filles de Nicolas de La Tour Varan, le nom de "La Tour d'Auvergne de Varan" est utilisé pour la désigner. Cette famille s'éteignit à la mort en 1864 à Saint-Étienne de Jean Antoine de La Tour Varan,.

## Famille de La Tour (Cantal et Quercy)
Cette famille subsistante remonte sa filiation suivie jusqu'au XIVe siècle. Elle est originaire d'une région située entre Aurillac et Figeac, à cheval sur les départements actuels du Lot et du Cantal. Elle a notamment possédé les fiefs suivants :
- dans le Cantal : Maurs et Le Trioulou ;
- dans le Lot : la Vabre et les Bessières (à Lauresses), le Vialla (à Saint-Cirgues).

Ses descendants ont adopté le nom La Tour d'Auvergne à partir du XVIIIe siècle.
Pierre Gabriel Casimir de La Tour d'Auvergne (1821-1859) était fils de Jean-Baptiste de La Tour d'Auvergne, garde du corps de la maison du roi, et de Marguerite Irène d'Humières (1788-1866).
Malgré le rapport du 23 juin 1942 de M. Caron, directeur des archives de France, et les documents d'Hozier, selon lesquels cette famille aurait été, du vivant des derniers ducs de Bouillon, en possession régulière et fondée des noms et des armes de La Tour d'Auvergne, cette famille n'a jamais pu prouver son rattachement à la maison de La Tour d'Auvergne.

## Famille de La Tour de Saint-Paulet (Lauragais)
Cette famille subsistante remonte également sa filiation suivie jusqu'au XIVe siècle. Elle est originaire du Lauragais, région située entre Toulouse et Carcassonne. Elle a donné dès le XVe siècle plusieurs capitouls de Toulouse.
Cette famille a longtemps été connue sous le nom La Tour de La Roche, puis La Tour de Saint-Paulet (paroisse de Saint-Paulet, dans l'Aude, à la limite de la Haute-Garonne).
S'appuyant sur la notice ambiguë publiée en 1778 par le généalogiste La Chenaye-Desbois, elle a adopté le nom La Tour d'Auvergne-Lauraguais à partir de 1802, après l'extinction de la branche cadette de Turenne de la maison de La Tour d'Auvergne, entraînant un procès de la dernière branche alors subsistante La Tour d'Auvergne d'Apchier. La Cour de cassation renvoya les parties dos à dos en 1827. 
Henri de La Tour d'Auvergne-Lauraguais fut titré prince romain par le Pape en 1853. 
Cette famille a été admise à l'Association d'entraide de la Noblesse Française (ANF) sur les preuves d'admission aux pages d'Orléans le 23 juin 1778 de Joseph Denis Édouard Bernard de La Tour de Saint-Paulet.

## Théophile Malo Corret de La Tour d'Auvergne
Théophile-Malo de La Tour d'Auvergne-Corret (Saint-Hernin, 1743 - 1800) affirmait descendre du fils naturel d'Adèle Corret et d'Henri de La Tour d'Auvergne (1555-1623), le père du Maréchal de Turenne, revendication reconnue par la famille de La Tour d'Auvergne à la fin de l'Ancien Régime. 
Engagé dans les armées révolutionnaires, il se signala par sa bravoure et Napoléon Bonaparte, Premier consul, l'honora du titre de Premier Grenadier de France par arrêté du 26 messidor an XI. Il n'a pas laissé de descendance.